# جيمس ريتشاردسون
جيمس ريتشاردسون (8 فبراير 1911 المملكة المتحدة - 28 أغسطس 1964) هو لاعب كرة قدم بريطاني سابق كان يلعب كمهاجم.